# 伊戈戈節
伊戈戈節，是奈及利亞奧沃地區的約魯巴傳統節日，於每年9月舉行，用以紀念傳說中嫁給奧沃統治者瑞仁蓋珍的神祇奧羅森王后。
節慶期間，現任奧沃的奧洛沃（統治者）阿吉巴德·巴德格森·奧古諾耶三世及王國的高級酋長會穿著包括珊瑚珠串、珠繡長袍在內的女性服飾，並編織頭髮。伊戈戈節中禁止佩戴頭飾與帽子，亦不允許擊鼓或敲鑼，以維護節日的神聖與傳統氣氛。

## 緣起
伊戈戈節起源於奧洛沃瑞仁蓋珍統治時期（約14世紀），瑞仁蓋珍迎娶奧羅森為王后，卻不知其實際上為一位奧里莎（約魯巴文化中的神祇）。奧羅森王后為奧沃王國帶來豐饒與繁榮，因此深受統治者寵愛。
奧羅森王后在婚後告訴瑞仁蓋珍其真實身分，並訂下若干禁忌行為，例如她在場時不得使用秋葵烹煮燉菜或往庭院中倒水；農場人員在其面前也不可將柴火直接傾倒在地。瑞仁蓋珍也告誡其他王妃切勿違反這些禁忌。後來奧羅森王后與其他王妃發生衝突，後者聯手趁瑞仁蓋珍外出時故意觸犯禁忌，令奧羅森王后憤而離宮。
奧羅森離開王宮，宮廷衛兵和酋長即在後追趕欲將其帶回，惟未能成功。奧羅森後來於「烏博拉賈」（Ugbo Laja）停下腳步歇息，眾人在發現她後再次勸說其回宮，但後者仍不為所動，並因此激怒衛兵欲將其強行帶回。她在掙脫後逃入被現今視為神聖森林的「伊博奧魯瓦」（Igbo Oluwa），並在「烏博拉賈」遺留下頭巾，衛兵將頭巾帶回後交給瑞仁蓋珍，而「烏博拉賈」現亦被視為聖林。
瑞仁蓋珍後親自前往尋找奧羅森王后，並在尋獲後懇求其返回王宮，然後者因背叛而堅決離開人類世界，但奧羅森仍給予祝福，要求為其舉行儀式，而作為回報她將永遠守護奧沃。瑞仁蓋珍回宮後創立「伊戈戈節」，從此開始每年舉行這項儀式，須獻祭兩百種不同的祭品，包括魚乾、可樂果、鱷魚辣椒、苦可樂等。後來，奈及利亞人類學家埃克波·埃約於「伊博奧魯瓦」挖掘出一尊奧羅森王后的赤陶塑像，為此傳說提供佐證。

## 活動
伊戈戈節為期17日，由伊洛羅區（Iloro）酋長主持「Upeli儀式」揭幕，並由「阿科瓦·洛賈」（Akowa loja，伊洛羅酋長的領袖）帶領；「Upeli儀式」持續12日，期間會舉行Utegi、Ugbabo、Uyanna和Ugbate等活動，亦會同時慶祝山藥新收成。
活動期間，任何個人或團體禁止均擊鼓。男性於奧洛沃（統治者）附近時不得戴帽，女性則禁戴頭巾。節慶的特色之一為伊洛羅區的男性居民（被稱為Ighares）赤裸上身進行舞蹈，他們通常頭戴白帽，手持兩支洞角，在鎮上巡遊並敲擊角具，並拜訪奧沃的神聖場域，期間任何出現於巡遊路線的動物都將被視為食物。
酋長們會編髮並在鎮上跳舞，前去拜訪其親友，後者則會回贈禮物；奧洛沃通常打扮成女性的模樣參與活動，包括在市場跳舞的儀式，為伊戈戈節的傳統習俗之一。

## 圖輯
- 2013年伊戈戈節期間，前往「烏博拉賈」（Ugbo Laja）的奧洛沃（英语：Olowo of Owo）
- 2013年伊戈戈節期間，前去向奧羅森王后（英语：Queen Oronsen）致敬的時任奧洛沃福拉巴德·奧拉特魯·奧拉格貝吉三世（英语：Folagbade Olateru Olagbegi III）
- 2013年伊戈戈節期間的王子奧里馬德貢·阿拉貢·奧古諾耶（Orimadegun Aragun Ogunoye）
- 伊戈戈節上的伊傑布（英语：Ijebu, Owo）現任奧喬莫·奧盧達（英语：Ojomo Oluda）科福沃羅拉·奧拉多因博·奧喬莫（英语：Kofoworola Oladoyinbo Ojomo）